# 大智寺 (岐阜市)
大智寺（だいちじ）は、岐阜県岐阜市にある臨済宗妙心寺派別格地寺院である。山号は雲黄山。本尊は釈迦如来。

## 歴史

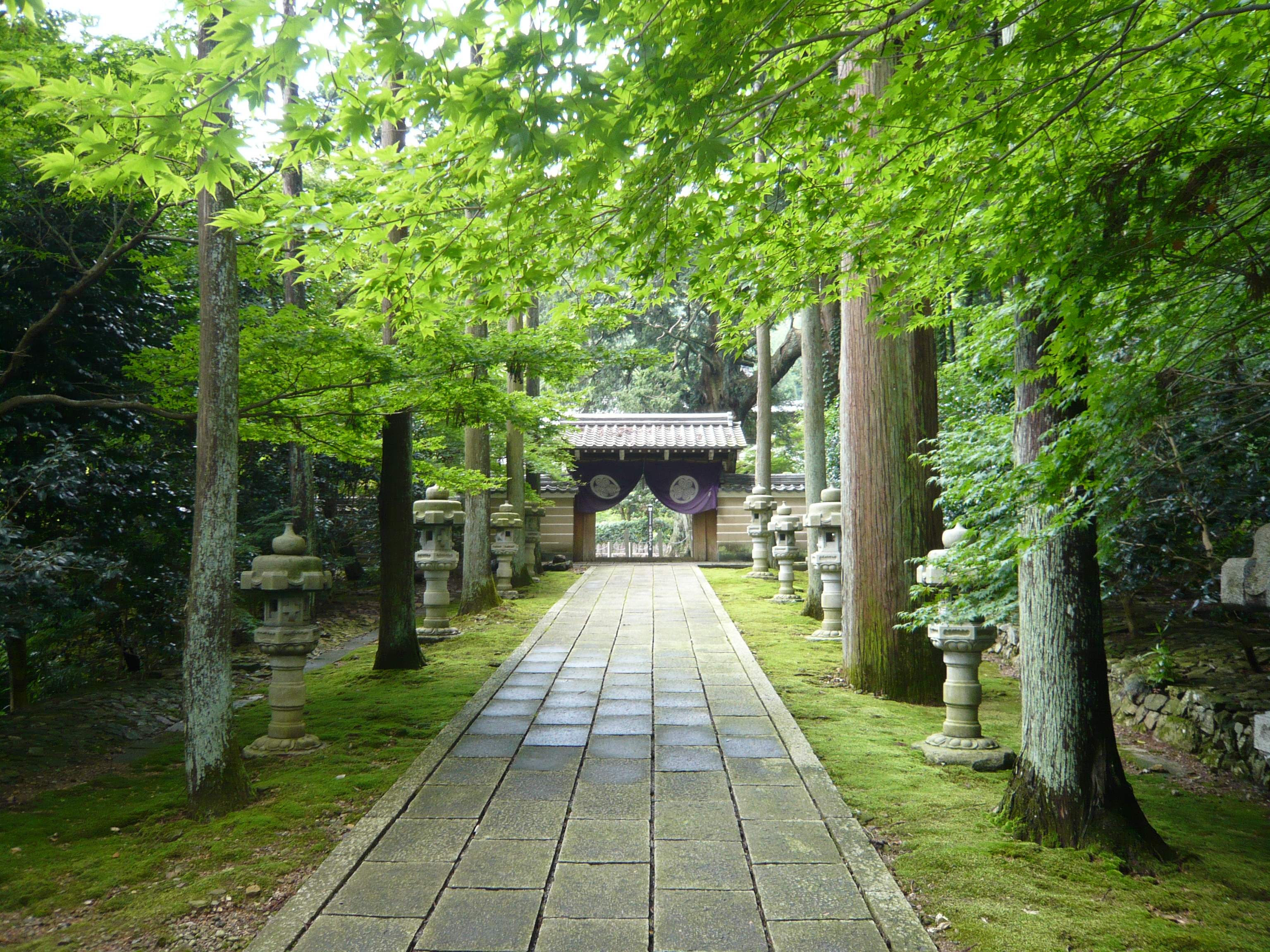
参道

開創は明応9年（1500年）。開山始祖は、岐阜瑞龍寺悟渓和尚八哲の一人である玉浦宗眠。開基人は北野城主・鷲見保重。江戸時代には18石8斗の御朱印を受け、葵の紋が許されている。境内には、樹齢800年を越す大ヒノキがあり、また近年には本堂古瓦を使用した瓦土塀(信長塀）が注目されている。また、美濃派俳諧の始祖各務支考は、大智寺にて6～19歳まで大智寺の弟子として過ごし、正徳元年（1711年）この地にもどり、終の棲家とした「獅子庵」が残っている。

## 文化財

### 岐阜県指定天然記念物
- 大ヒノキ

### 岐阜県指定史跡
- 獅子庵

### 岐阜市指定文化財
- 絹本著色悟渓宗頓像
- 絹本著色玉浦宗珉像

## 所在地
岐阜県岐阜市山県北野668-1

## 交通アクセス
公共交通機関としては、岐阜駅及び名鉄岐阜駅より岐阜バスで、
●美濃市駅行き（N71）・中濃庁舎行き（N72）にて「三輪」下車 10分
●藍川橋回り三輪釈迦前行き（N33)にて「三輪釈迦」下車 15分

## 参考画像

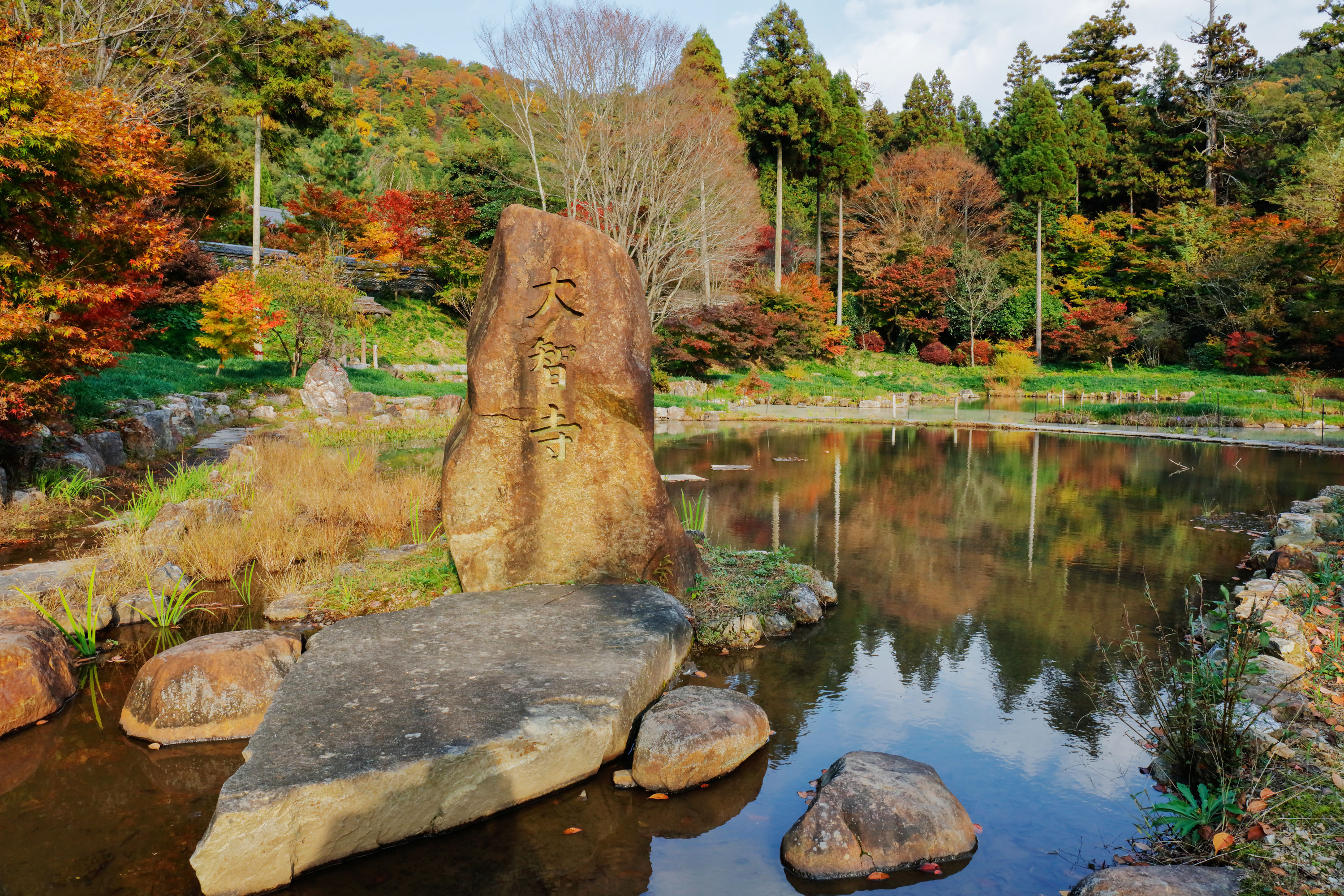
得月池
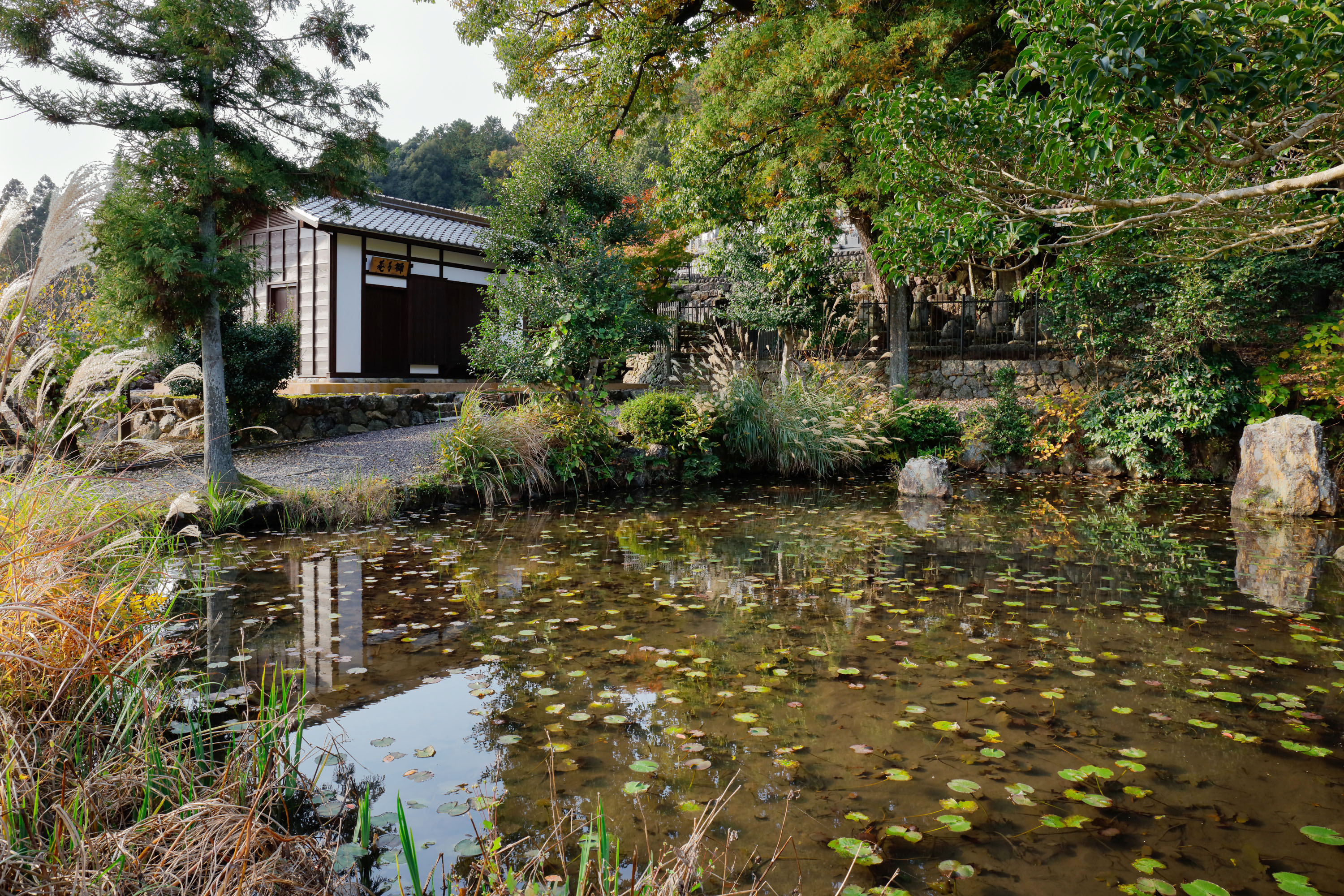
獅子庵
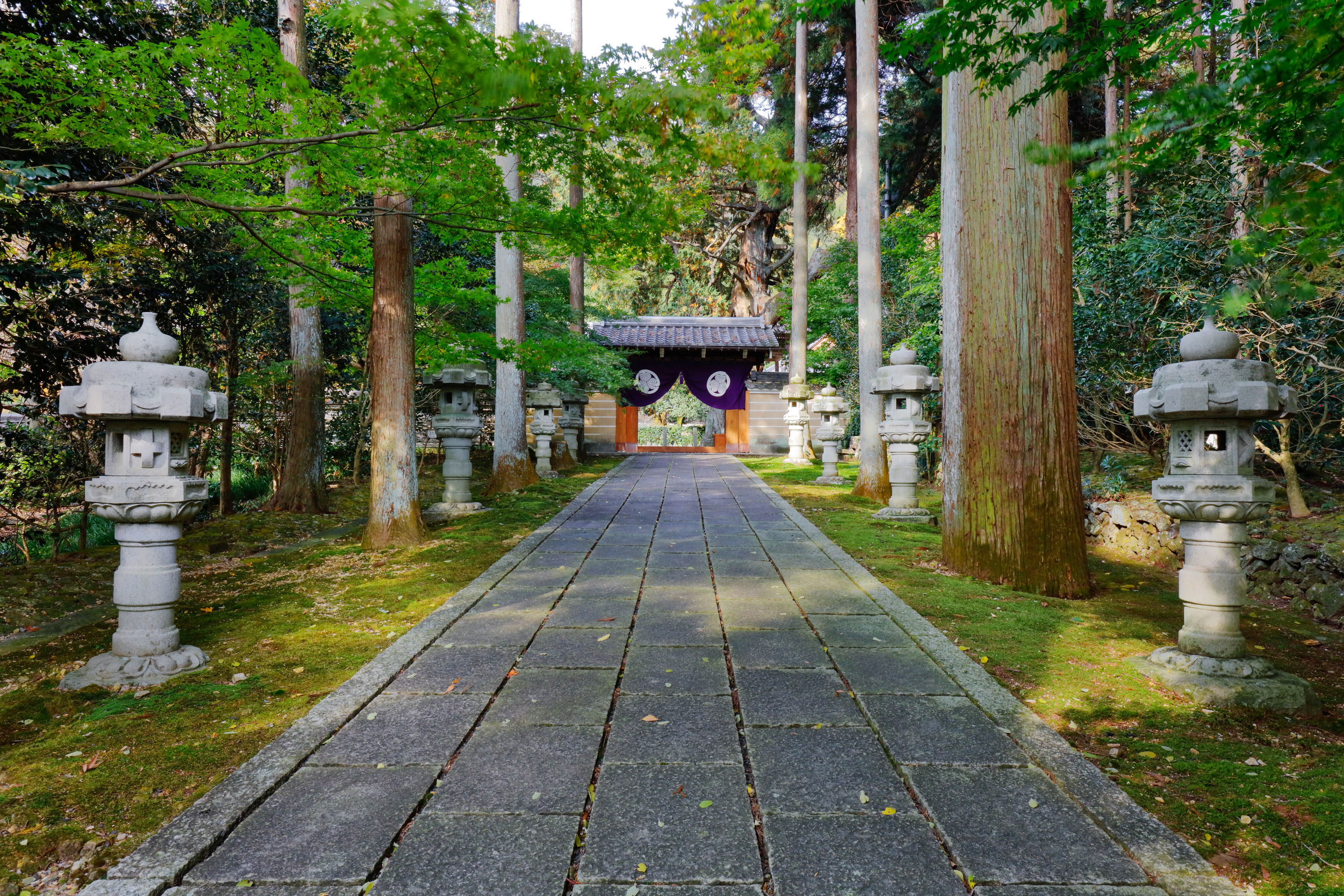
参道から中門を望む
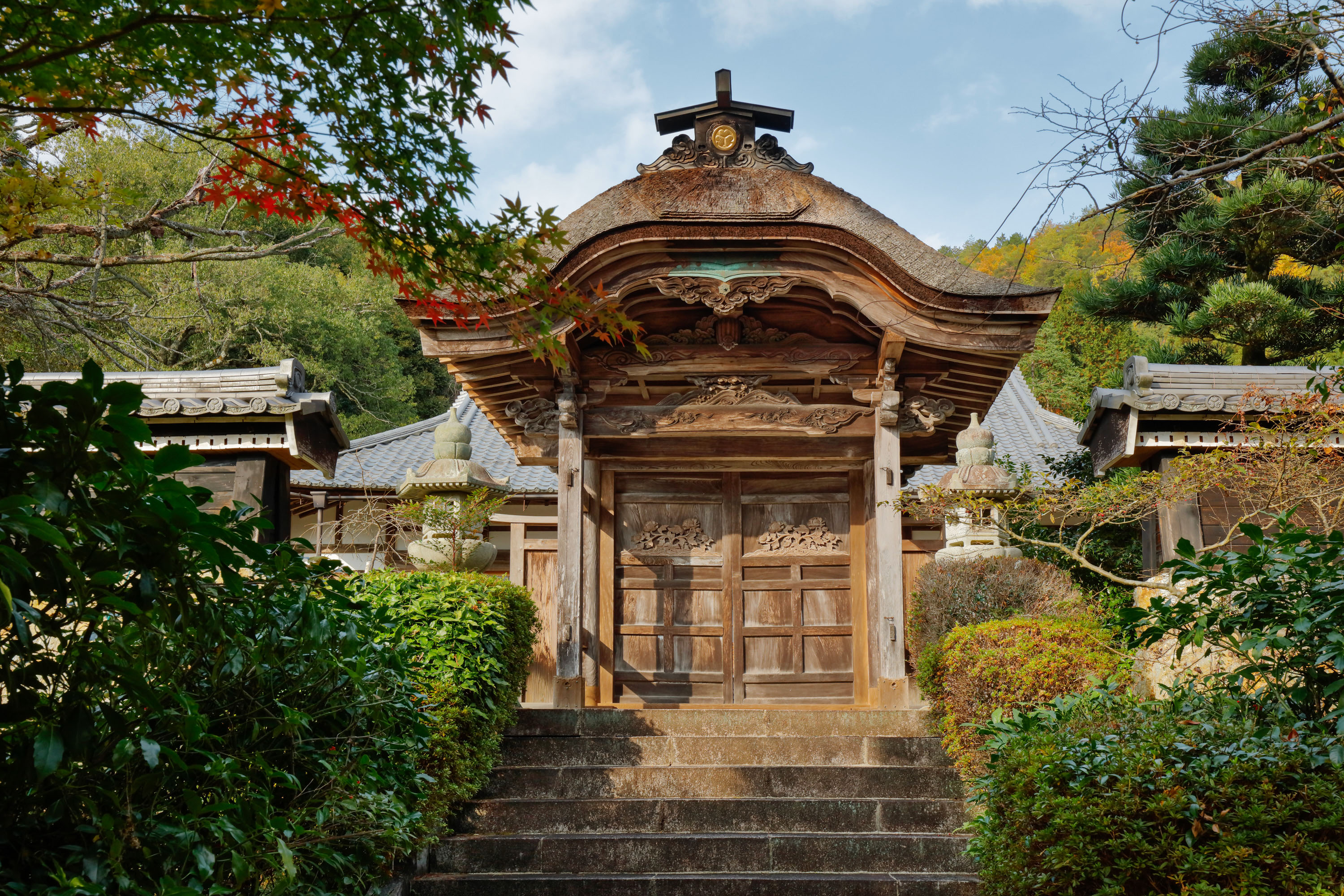
勅使門
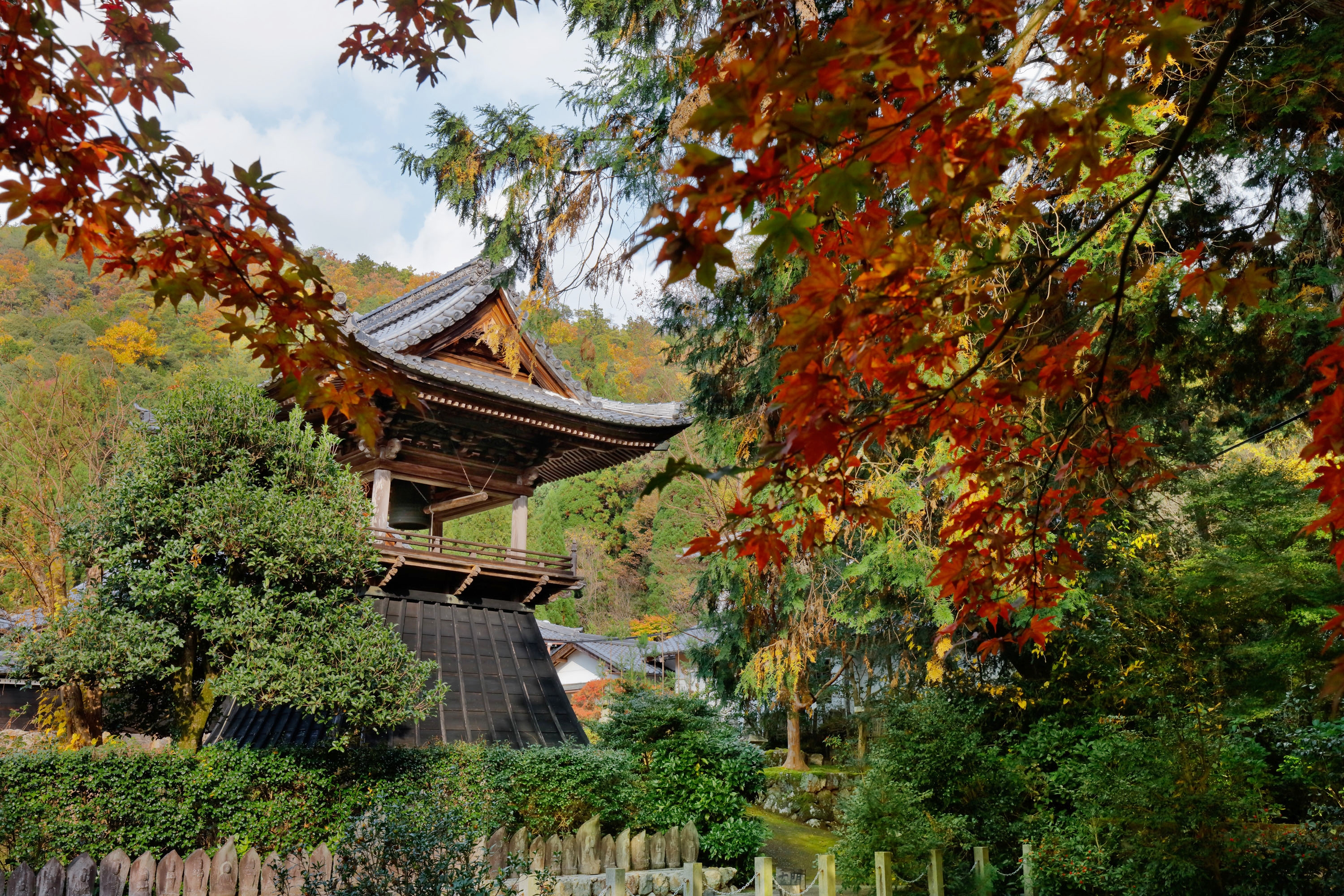
鐘楼
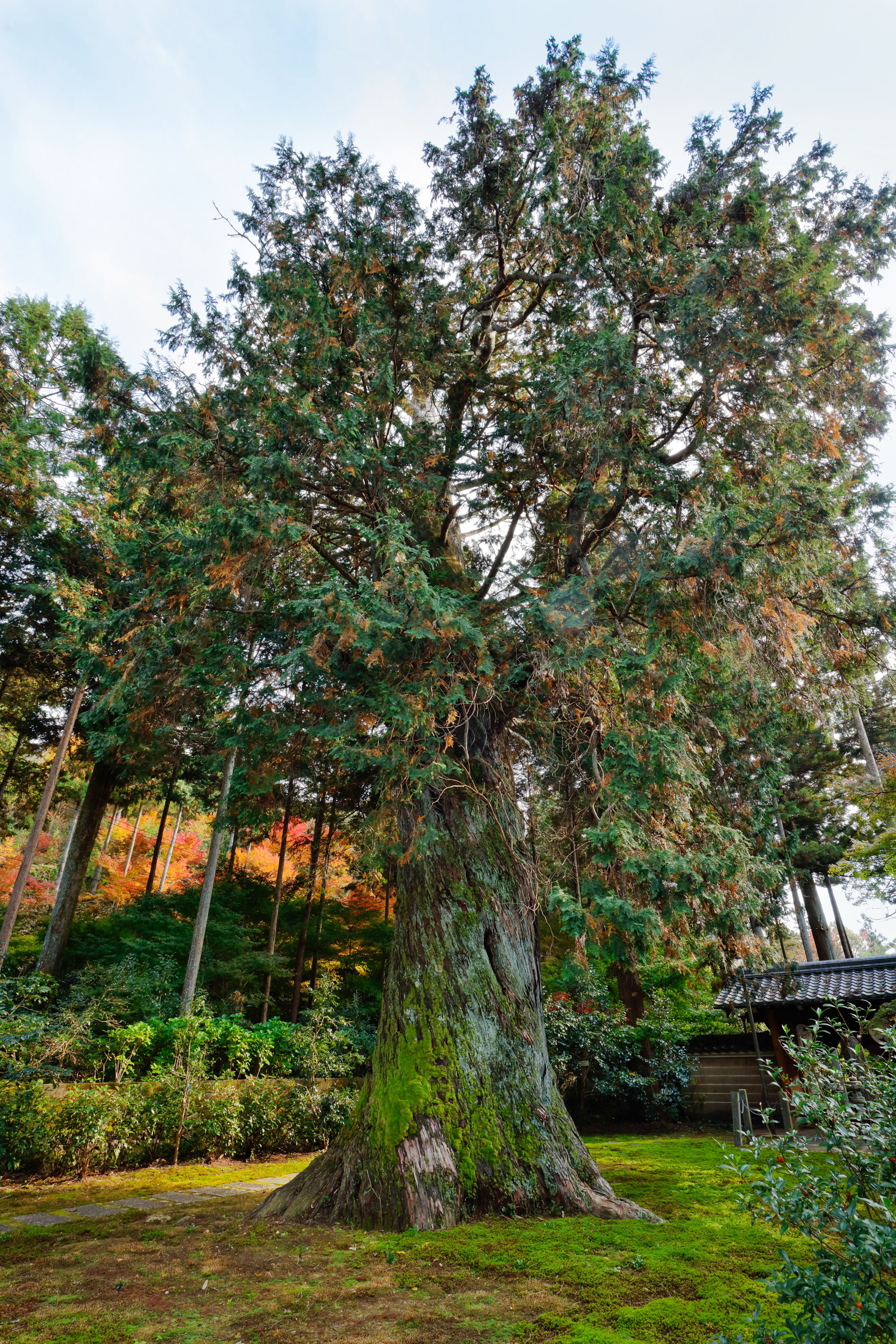
大ヒノキ
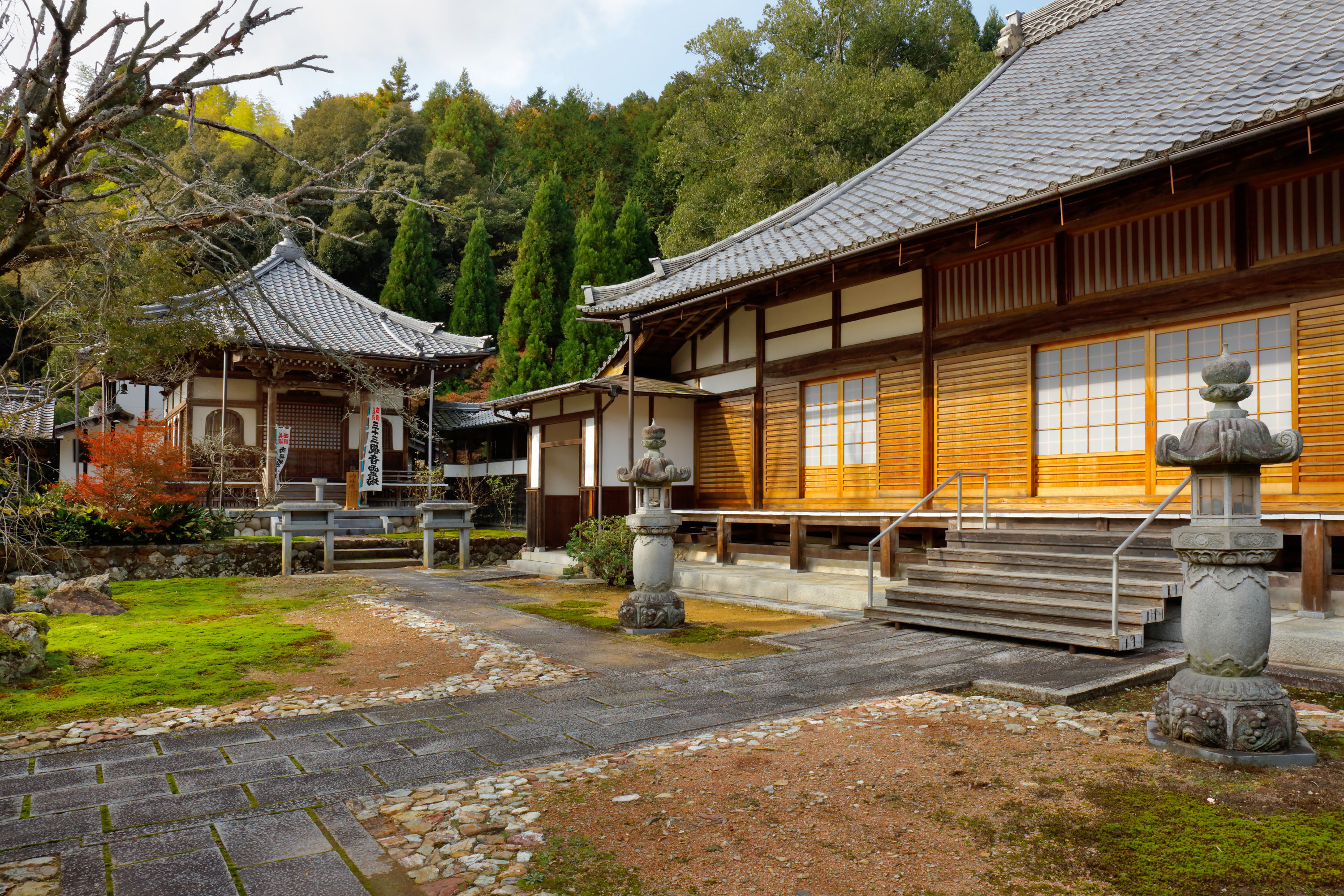
本堂
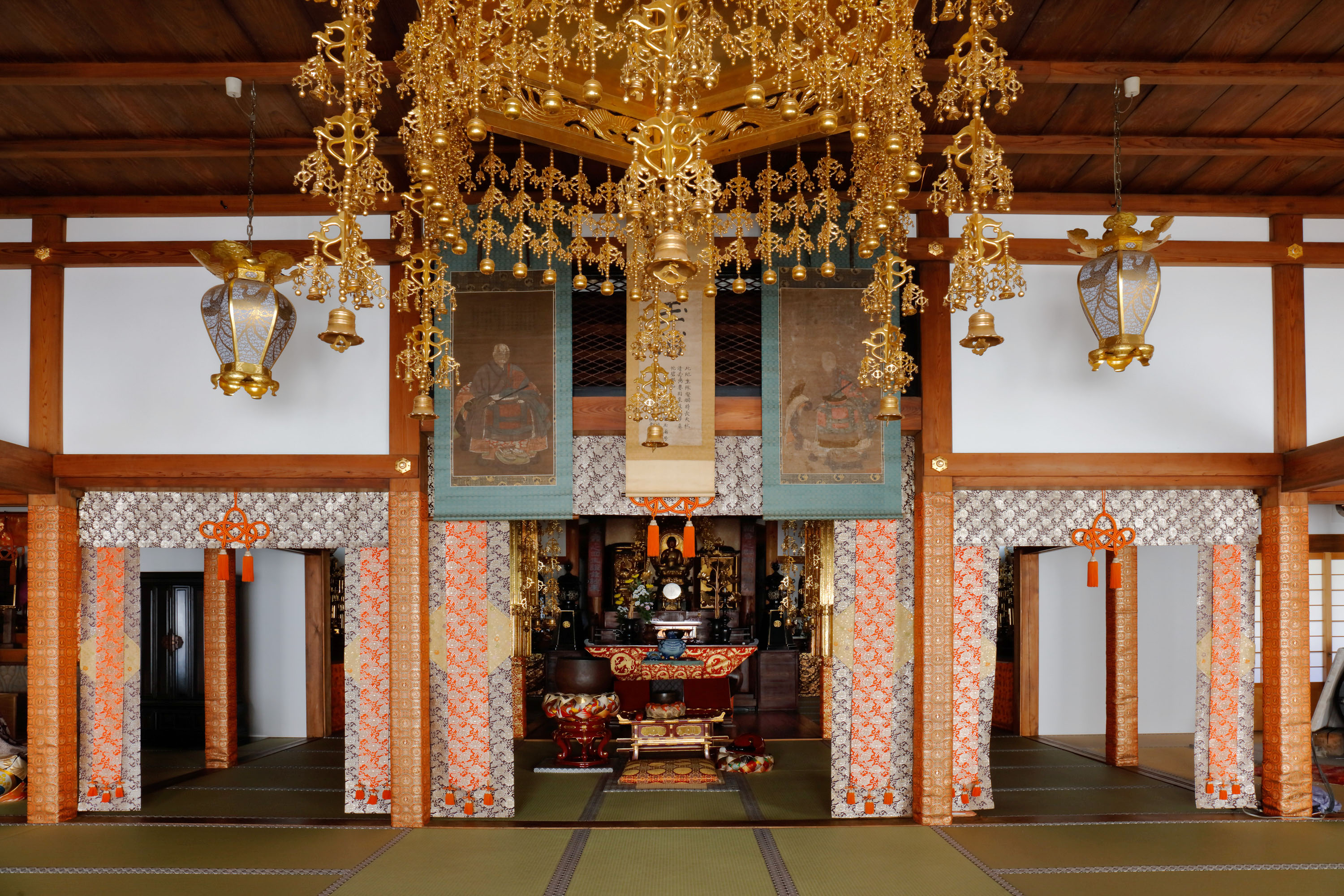
本堂内部
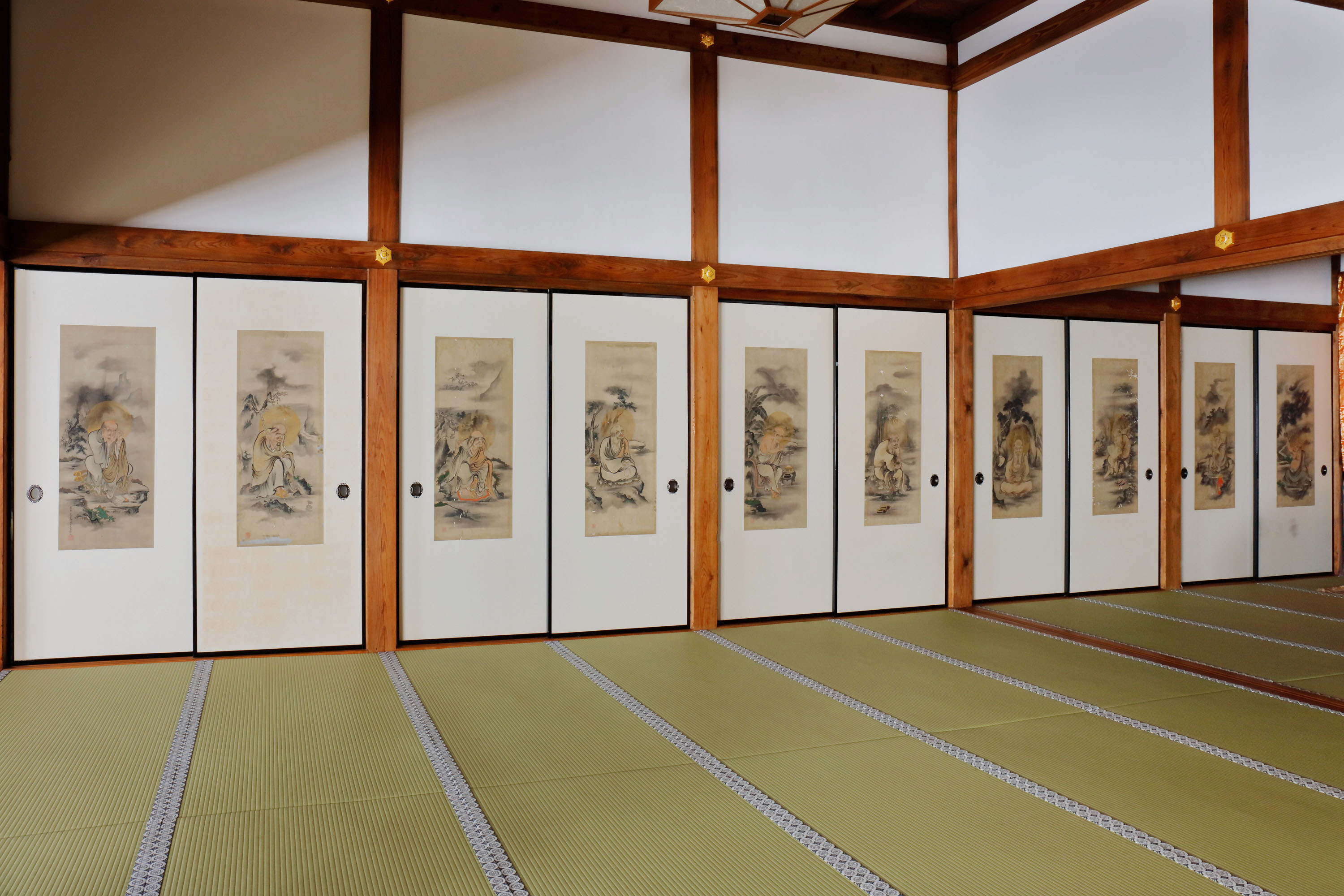
本堂内部
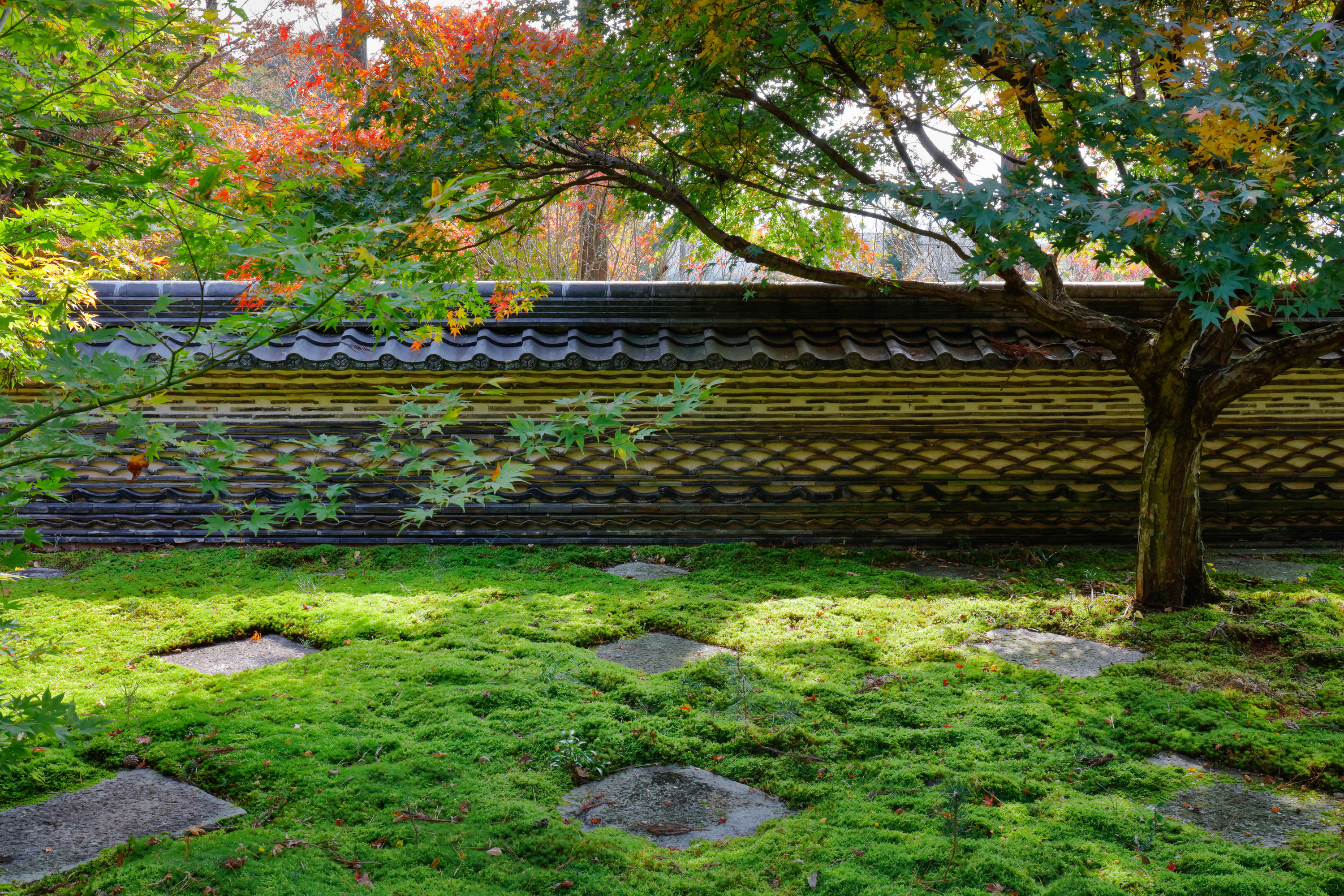
瓦土塀
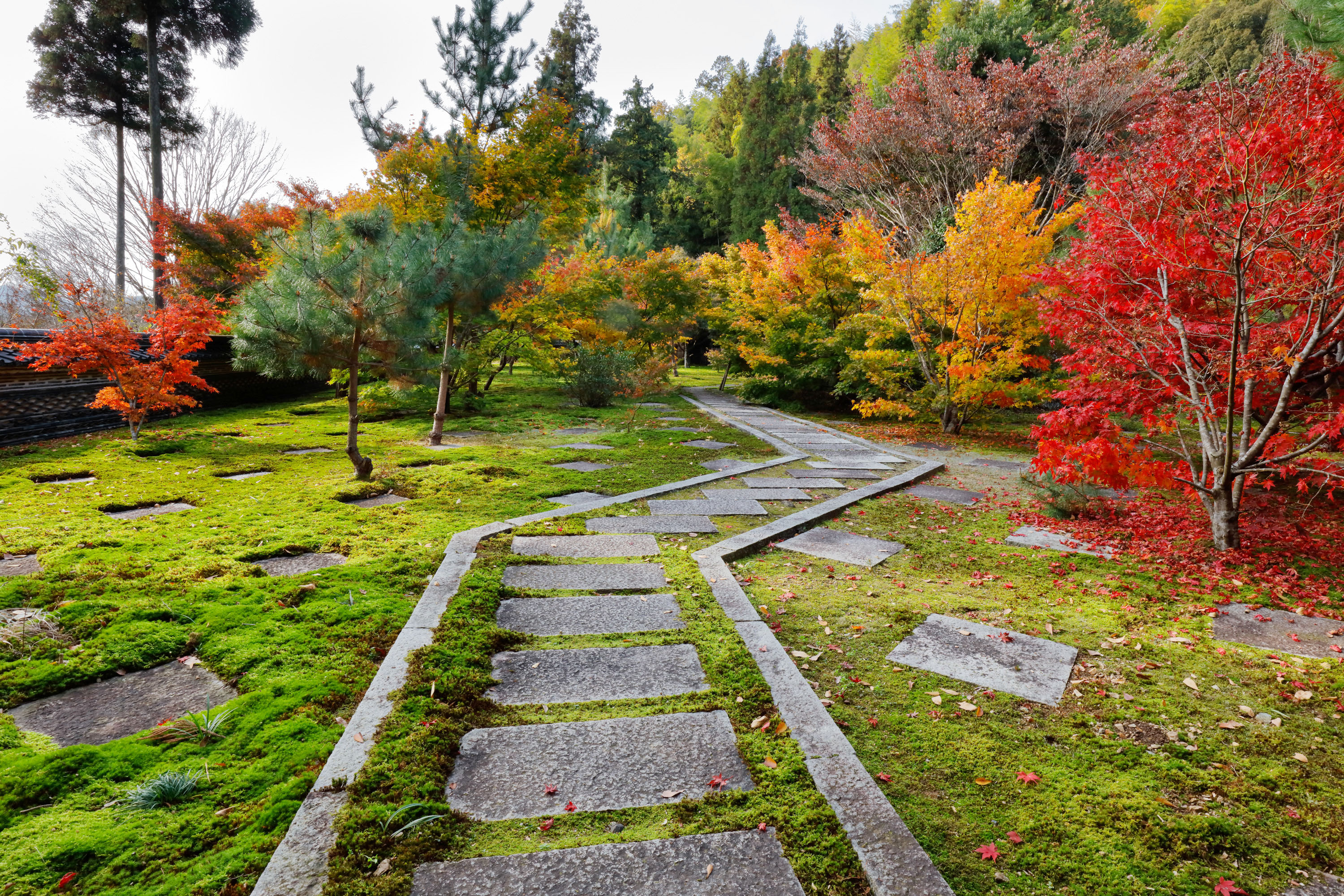
無相の庭
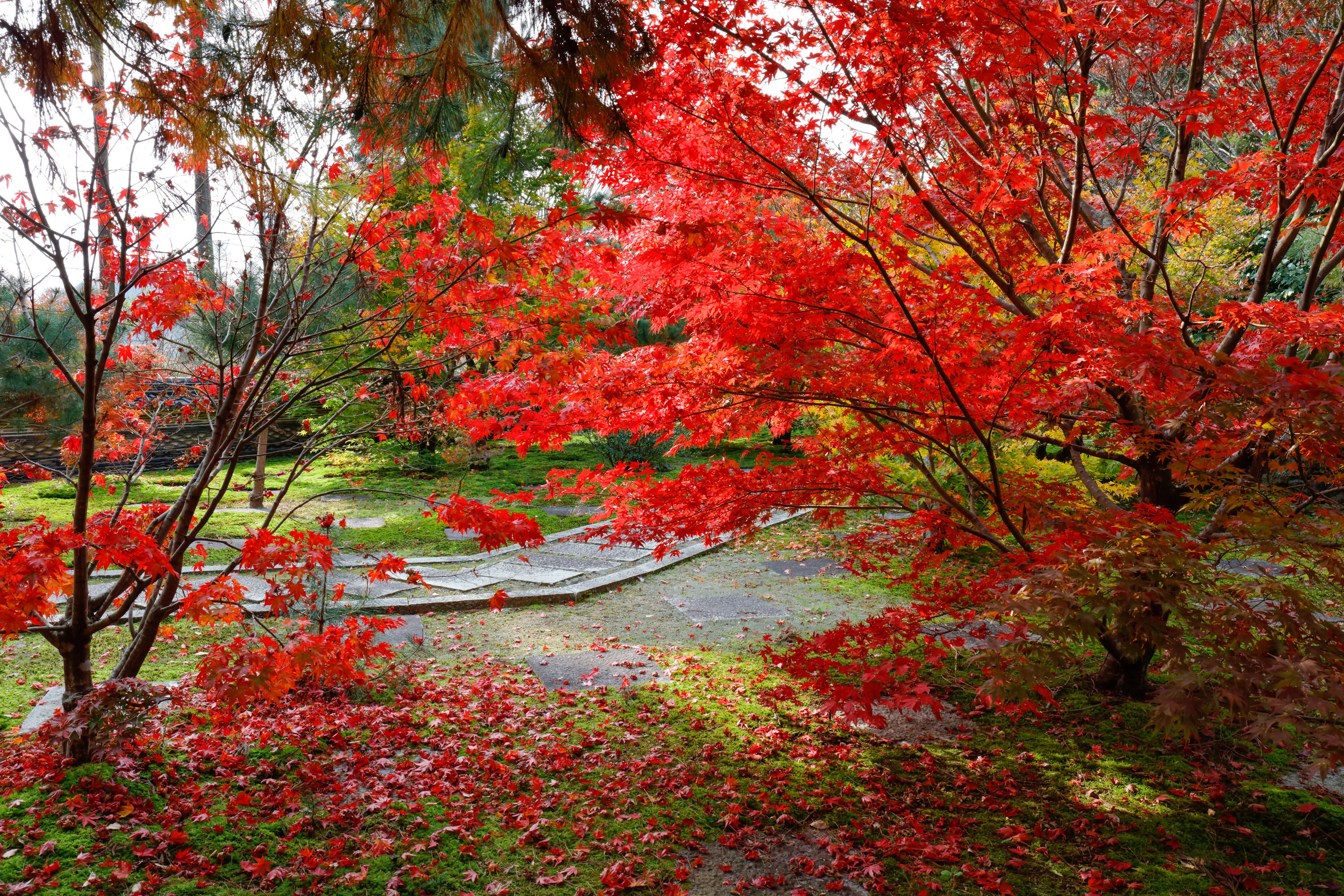
無相の庭

## 周辺
- 真長寺
- 岐阜ファミリーパーク